# Viga (Catanduanes)
Viga ist eine philippinische Stadtgemeinde der Inselprovinz Catanduanes. Sie hat 21.624 Einwohner (Zensus 1. August 2015), die in 31 Barangays leben. Die Gemeinde wird als teilweise urban beschrieben und gehört zur vierten Einkommensklasse der Gemeinden auf den Philippinen. Viga liegt ca. 365 km südöstlich der Hauptstadt der Philippinen Manila und 35 km nordöstlich der Provinzhauptstadt Virac. 
Viga hat eine hügelig bis gebirgig beschriebene Topographie, in der das Natur- und Wasserschutzgebiet Catanduanes Watershed Forest Reserve mit seinen ausgedehnten Regenwaldbeständen liegt.  
Das Klima von Viga wird als Type II klassifiziert, mit keiner ausgeprägten Trocken- oder Regenzeit, die stärksten Niederschläge fallen von Oktober bis Dezember. Die Gemeinde liegt innerhalb des Typhongürtels auf den Philippinen.

## Baranggays
| - Almojuela - Ananong - Asuncion (Pob.) - Batohonan - Begonia - Botinagan - Buenavista - Burgos - Del Pilar - Mabini - Magsaysay | - Ogbong - Osmeña - Pedro Vera (Summit) - Peñafrancia (Pob.) - Quezon - Quirino (Abugan) - Rizal - Roxas - Sagrada - San Isidro (Pob.) | - San Jose Poblacion - San Jose Oco - San Pedro (Pob.) - San Roque (Pob.) - San Vicente (Pob.) - Santa Rosa - Soboc - Tambongon - Tinago - Villa Aurora |